# Atarba millaamillaa
Atarba millaamillaa är en tvåvingeart som beskrevs av Günther Theischinger 1994. Atarba millaamillaa ingår i släktet Atarba och familjen småharkrankar. Inga underarter finns listade i Catalogue of Life.